# Джордж Крамб
Джордж Крам (Крамб) (англ. George Crumb, 24 жовтня 1929, Чарлстон, Західна Вірджинія — 6 лютого 2022) — американський композитор, «класик сучасної музики», творець унікальної альтернативної графічної системи нотації, член об'єднання «Нова віртуозність» («New Virtuosity»). Продовжив традиції Ч.Айвза, Д.Кейджа (поєднував різнорідні стильові пласти в одному творі, прагнув до синтезу мистецтв). Уживав алеаторику, сонорику, розширену виконавську техніку. Автор переважно камерних інструментальних і вокально-інструментальних творів, в яких часто звертався до поезії Федеріко Ґарсіа Лорки.

## Життєпис
Народився Крам в родині музикантів, де щоденне музикування було доброю традицією. Завдяки домашнім музичним вечорам ознайомився з класичною та романтичною спадщиною. Здобув музичну освіту в Чарлстонському музичному коледжі (випуск 1950). Також навчався в Університеті Іллінойсу та Мічиґанському університеті (випуск 1959). Крім цього, прослухав курси в Берлінській Вищій Школі як учасник Програми імені Фулбрайта.
Багато років займався педагогічною роботою: впродовж тривалого періоду працював викладачем Музичного коледжу Вірджинії, а потім у університетах Колорадо та Пенсильванському університеті (тридцять років викладав фортепіано та композицію). Закінчив педагогічну діяльність в 1992 р. Серед його учнів — Дженіфер Хігдон та Освальдо Голіхов, Маргарет Брауер, Урі Кейн, Крістофер Рос, Синтія Cozette Лі, Йен Лу, Джеймс Прімош, Рікардо Zohn-Малдун, Офер Бен-Amots, Морріс Розенцвейг і Джеральд Левінсон.
Талант композитора відзначено найвищими нагородами: у 1968 році він став лауреатом Пулітцерівської премії (за композицію для оркестру «Ехо Часу і Ріки», а в 2001 — премії Греммі.
У 1992 на запрошення Вірка Балея відвідав Україну як гість і учасник фестивалю сучасної музики "Київ Музик Фест".

## Риси стилю
Його творчість — приклад неординарних тембрових експериментів, пошуків якісно нових звучань, він використовує розширену інструментальну та вокальну техніки. Наприклад, ефект «чайки» для віолончелі (Vox Balaenae); металеве вібрато для фортепіано (П'ять п'єс для фортепіано), використання дерев'яного молотка для звуковидобування на контрабасі (мадригали). Електронна музика не зацікавила музиканта, однак багато творів вимагають посилення інструментів: у творі «Чорні янголи» підсилюється струнний квартет; у «Голосах дітей» — змішаний ансамбль.
Твори композитора можна назвати своєрідним мостом, який поєднує європейську класику з символікою інших культур. Музичний словник мистця пронизаний цитатами музики європейський композиторів, які зіставляються з новими музичними символами. Сам композитор пояснює власний метод компонування як намагання «змішати несумісні стилістичні елементи: фламенко та барокову цитату, ремінісценцію теми Малера — і дихання Сходу. Я зрозумів, що і Малер, і Бах, черпали образи з різноманітних джерел, без пуританського строго стилю».
Музика Крамба — неповторний філософський світ. Композитор сам окреслив власне розуміння музики: «Я завжди розглядав музику як незбагненну субстанцію, що має магічні можливості. Музика — щось майже реальне, доступне — і, все-таки, вона неземна, ілюзорна. Музику можливо проаналізувати тільки механічно; насправді важливі її елементи — духовний імпульс, психологічна крива, метафізичні зв'язки — можна осягнути тільки за допомогою самої музики. Я інтуїтивно відчуваю, що це першоджерело, з якого виникла людська мова, наука і релігії».
В період особистісного формування перебував під впливом музики А. Веберна, пізніше Б. Бартока та К. Дебюссі. Крамб по-особливому ставиться до процесу написання та інтерпретації музики, які трактує як своєрідне видовище. Однак, подібна «театральність» немає нічого спільного з власне театральними виставами, для нього це перш за все — гра тембрами інструментів. Саме інструментальна музика — поле творчих експериментів мистця. В одному інтерв'ю музикант сказав: «Кожне наступне покоління композиторів, обов'язково зможе знайти в інструментах щось нове, невідоме.» Його творчість — підтвердження цієї тези. Основні риси стилю Крамба:
1. Провідний жанр творчості — інструментальна музика. Кожен твір — приклад неординарного тембрального вирішення творчого задуму. Наприклад, в «Вічному світлі» композитор використовує звучання грецьких тарілок на мембрані литавр, а також тембр басової поперечної флейти, який маже не використовується у музичній практиці.
2. Інтимність, камерність музики. Улюблений інструмент — фортепіано, яке є обов'язковим учасником інструментальних ансамблів.
3. Однообразність та перевага експозиційних типів викладу тематизму, тяжіння до циклічності. Музичний театр Крамба не передбачає динамічної драматургії, тому для композитора не притаманний тематичний контраст, боротьба протилежних начал. Композитор «смакує» винайдений образ, розкриває його грані за допомогою цікавих тембрових ефектів. Основні теми творчості: трагедія особистості, тема дитини (трактується як ностальгія за втраченим дитинством людства), тема космосу.
4. Використання авторського методу «розширених» можливостей інструментів — пошук нових способів звуковидобування на традиційних інструментах.
5. Символічність, яка проявляється зовнішньо завдяки оригінальній нотації. Здебільшого Композитор обирає багатозначні, вічні символи: хрест, око, спіраль, квадрат, коло. Альтернативна нотація Крамба виконує функцію візуалізації ідеї композитора: «Я прагну відтворити зміст своїх ідей в партитурі, наближаючи візуальне оформлення до змісту, який закладений у творі».

## Основні твори

### Твори для оркестру
- Gethsemane (1947), for small orchestra
- Diptych (1955)
- Variazioni (1959), for large orchestra
- Echoes of Time and the River (Echoes II) (1967)
- A Haunted Landscape (1984)

### Камерно-інструментальні
- Two Duos (1944), for flute and clarinet
- Four Pieces (1945), for violin and piano
- Violin Sonata (1949)
- String Trio (1952)
- Three Pastoral Pieces (1952), for oboe and piano
- Viola Sonata (1953)
- String Quartet (1954)
- Sonata for Solo Cello (1955)
- Four Nocturnes (Night Music II) (1964), for violin and piano
- Eleven Echoes of Autumn (Echoes I) (1966), for violin, alto flute, clarinet, and piano
- Black Angels (Images I) (1970), for electric string quartet
- Vox Balaenae (1971), for electric flute, electric cello, and amplified piano
- Music for a Summer Evening (Makrokosmos III) (1974), for two amplified pianos and percussion (two players)
- Dream Sequence (Images II) (1976), for violin, cello, piano, percussion (one player), and off-stage glass harmonica (two players)
- String Trio (1982)
- Pastoral Drone (1982), for organ
- An Idyll for the Misbegotten (Images III) (1986), for amplified flute and percussion (three players).
- Easter Dawning (1991), for carillon
- Quest (1994), for guitar, soprano saxophone, harp, double bass, and percussion (two players)
- Mundus Canis (1998), for guitar and percussion

### Для голосу, хору та оркестру
- Star-Child (1977), for soprano, antiphonal children's voices, male speaking choir, bell ringers, and large orchestra

### Для фортепіано
- Piano Sonata (1945)
- Prelude and Toccata (1951)
- Five Pieces (1962)
- Makrokosmos, Volume I (1972), for amplified piano
- Makrokosmos, Volume II (1973), for amplified piano
- Celestial Mechanics (Makrokosmos IV) (1979), for amplified piano (four hands)
- A Little Suite for Christmas, A.D. 1979 (1980)
- Gnomic Variations (1981)
- Processional (1983)
- Zeitgeist (1988), for two amplified pianos
- Eine Kleine Mitternachtmusik (2002)
- Otherworldly Resonances (2003), for two pianos

### Вокальні
- Four Songs (1945), for voice, clarinet and piano
- Seven Songs (1946), for voice and piano
- Three Early Songs (1947), for voice and piano
- A Cycle of Greek Lyrics (1950), for voice and piano
- Night Music I (1963), for soprano, piano/celeste, and two percussionists
- Madrigals, Books I (1965), for soprano, vibraphone, and double bass
- Madrigals, Books II (1965), for soprano, flute/alto flute/piccolo, and percussion
- Songs, Drones, and Refrains of Death (1968), for baritone, electric guitar, electric double bass, amplified piano/electric harpsichord, and two percussionists
- Night of the Four Moons (1969), for alto, alto flute/piccolo, banjo, electric cello, and percussion
- Madrigals, Books III (1969), for soprano, harp, and percussion
- Madrigals, Books IV (1969), for soprano, flute/alto flute/piccolo, harp, double bass, and percussion
- AncientVoicers of Children (1970), for mezzo-soprano, boy soprano, oboe, mandolin, harp, amplified piano (and toy piano), and percussion (three players)
- Lux Aeterna (1971) for soprano, bass flute/soprano recorder, sitar, and percussion (two players)
- Apparition (1979), for soprano and amplified piano
- The Sleeper (1984), for soprano and piano
- Federico's Little Songs for Children (1986), for soprano, flute/piccolo/alto flute/bass flute, and harp
- Unto the Hills (2001), for soprano, percussion quartet and piano
- A Journey Beyond Time (2003), for soprano, percussion quartet and piano
- River of Life (2003), for soprano, percussion quartet and piano
- Winds of Destiny (2004), for soprano, percussion quartet and piano
- American Songbook I: The River of Life (2003), for soprano, percussion quartet and piano
- American Songbook II: A Journey Beyond Time (2003), for soprano, percussion quartet and piano
- American Songbook III: Unto the Hills (2001), for soprano, percussion quartet and piano
- American Songbook IV: Winds of Destiny (2004), for soprano, percussion quartet and piano
- American Songbook V: Voices from a Forgotten World (2007), for soprano, baritone, percussion quartet and piano
- American Songbook VI: Voices from the Morning of the Earth (2008), for soprano, baritone, percussion quartet and piano
- Spanish Songbook I: The Ghosts of Alhambra (2008), for baritone, guitar and percussion
- Spanish Songbook II: Sun and Shadow (2009), for female voice and amplified piano
- American Songbook VII: Voices from the Heartland (2010), for soprano, baritone, percussion quartet and piano
- Spanish Songbook III: The Yellow Moon of Andalusia, for mezzo-soprano and amplified piano

### Хорові
- Alleluja (1948), for unaccompanied chorus

### Фільми про композитора
- George Crumb: The Voice of the Whale (1976). Directed and produced by Robert Mugge. Interviewed by Richard Wernick. New York, New York: Rhapsody Films (released 1988).
- Bad Dog!: A Portrait of George Crumb (2009). Directed by David Starobin. Interviews with the composer and performances of Apparition, Three Early Songs and Eine Kleine Mitternachtmusik. Released on DVD by Bridge Records (BRIDGE 9312).